# Körtvélyes (Vértes)
A Körtvélyes egy magaslat a Vértes hegységben, a Fejér vármegyéhez tartozó Szár és a Komárom-Esztergom vármegyei Szárliget közigazgatási területének határa közelében, de már ez utóbbi területén. A Vértes hegytömbjének főtömegéhez, azon belül is a Nagy-Csákány tömbjéhez tartozik; csúcsán egy geodéziai mérőtorony is áll. 480 méteres magasságig emelkedő legmagasabb pontja mindössze néhány méterrel marad alatta a Nagy-Csákány 487 méteres legmagasabb pontjának, egy attól délre kissé elkülönülő, északnyugat-délkeleti irányban húzódó gerincből kiemelkedve. Ugyanennek a gerincnek egy közel azonos magasságig emelkedő másik csúcsa a 474 méter magas Nagy-Szállás-hegy, amely alig 300 méterre található a Körtvélyestól. Azt a gerincet, amelynek legmagasabb pontjait e két hegycsúcs jelöli ki, a Vinya-bükki-völgy és felső részének két ága, a Borz-árok és a Mély-árok választja el a Nagy-Csákány főtömegétől.

## Megközelítése
A Körtvélyes csúcsának megközelítésére a Vértes ezen részén keresztülvezető piros turistajelzés a legalkalmasabb, amely Vértessomló és Szár között húzódik, a csúcstól alig néhány tíz méterre északra. A hegység ezen része nem bővelkedik jelzett turistautakban, de teljesítménytúrák gyakran vezetnek errefelé.